# Малоюлдашево
Малоюлда́шево (рос. Малоюлдашево) — присілок у складі Червоногвардійського району Оренбурзької області, Росія.

## Населення
Населення — 143 особи (2010; 161 у 2002).
Національний склад (станом на 2002 рік):
- башкири — 93 %